# SUPER SOUL SONICS
SUPER SOUL SONICS（スーパー・ソウル・ソニックス）は日本のロック・ユニットである。

## 概要
15歳頃に地元札幌で知り合い、以来友人であった岸野と川瀬が1997年に東京で結成。1998年、ビクターエンタテインメントHAPPY HOUSEレーベルよりメジャーデビュー。2004年にグループとしての活動を休止。現在はそれぞれソロでの活動を行っている。

## メンバー
岸野義樹（ボーカル、ギター、他）
北海道札幌市出身。全作詞およびほぼ半数の楽曲の作曲を担当。現在は堀田義樹の名でiMAGINATIONSとしてソロ活動中。
川瀬昌知（ギター、他）
北海道札幌市出身。ほぼ半数の楽曲の作曲を担当。通称JAKE（ジェイク）。元GUNIW TOOLS。現在はcloudchairとしてソロ活動中。

## ラジオ番組
『ROCKIN' EXPLOSION』（1999年1月〜）
NACK 5 毎週木曜日　27:00 ～ 28:00
PLANET RADIO（1999年4月～2000年3月） 　エフエムノースウェーブで水曜深夜1時～2時に放送していた。

## ディスコグラフィー

### シングル
1. JET LOVE MACHINE（1998年5月21日）
JET LOVE MACHINE／愛のディスクールデイズ
2. GARDEN（1998年7月23日）
GARDEN／GOOD DAY SUNSHINE
TBS・筋肉番付テーマソング、TVS・GO!GO!レッズテーマソング
3. 果実（1999年1月21日）
果実／白くぬりつぶせ／白くぬりつぶせ（mass mix）
4. MY LIFE（1999年5月21日）
ソウルメンふたたび／未完成／MY LIFE
テレビ朝日・リングの魂エンディングテーマ
5. スライダー（1999年8月25日）
スライダー／キャンディー／ピクチャーズ
ザウススキー場CMソング
6. rise（2000年6月21日）
rise／ベージュ／フライングメン
7. ホリデイ・イン・ザ・グラス（2000年12月16日）
ホリデイ・イン・ザ・グラス／サニーデイ・アフター
8. COSMIC RUNNIN'（2001年11月21日）
COSMIC RUNNIN'／FINEBOY／ECHOLIGHTS

1、2、6、7はセルフプロデュース。3、4、5は會田茂一、8は岡野ハジメプロデュースである。

### アルバム
1. SUPER SOUL SONICS（1998年9月23日）
2. フープ（1999年9月22日）
3. S.U.N（2001年1月4日）
4. galactica（2002年11月21日）

## 関連アーティスト
- 會田茂一
- 阿部耕作（ザ・コレクターズ）
- 佐藤研二（マルコシアス・バンプ）
- 小松正宏（bloodthirsty butchers）